# Абдулин, Ренат Харисович
Ренат Харисович Абдулин (род. 25 марта 1976) — российский хоккеист, нападающий.

## Биография
Воспитанник московского «Спартака», единственный матч за главную команду провёл 16 января 1994 года в гостевой игре МХЛ против ЦСКА (1:1). Выступал за команды «Технолог» Ухта и «Северсталь-2» Череповец (обе — 1995/96), САК Москва (1996/97), «Витязь» и МГУ (обе — 1997/98).
Участник хоккейного турнира зимней Универсиады 1997.